# 長道聡
長道 聡（ながみち さとる、1969年4月9日 - ）は、日本の起業家 、実業家である。株式会社トゥリーブの代表取締役社長。

## 来歴・人物
1969年、埼玉県さいたま市生まれ。
川越東高等学校を卒業。
1992年、東京会計を卒業。
2010年3月4日、株式会社トゥリーブを設立、代表取締役社長に就任。

## 実績
- 医療業務支援システム（Java によるClient&Serverシステム）開発
- 営業支援システム（Java によるWebシステム）設計・開発
- 請求書発行システム（VBによる Client&Serverシステム)設計・導入
- 物流業務支援システム設計・ 導入
- 官庁系システム(VBによる WEBシステム）設計・開発・導入